# Andorrans
Els andorrans són un grup humà, que comparteixen llengua i cultura amb els catalans (segons l'Estudi sociolingüístic del 2004, el català és la llengua materna del 49,4% de la població de nacionalitat andorrana) amb origen a les Valls d'Andorra.

## Definició
El 1748 n'Antoni Fiter i Rossell al Manual Digest definí els andorrans com a grup humà que forma part del poble català des dels punts de vista espiritual, lingüístic i cultural, però no des del punt de vista politicoadministratiu.
| «                                                               | En suma las valls de Andorra en lo Espiritual, y en lo temporal, en lo Eglesiastich, y en lo Secular, en lo Phisich, y natural, y en lo Moral, en lo Idioma, aduch Curial, en lo modo, y moda de vestir, en los Costums, y geni, son propia, Verdadera, y llegitima Cataluña, com â part, y porció de dit Principat, y per consegüent son sos naturals, propis, verdaders; y llegitims Catalans en tot rigor; essent esta veritat tan visible, y evident, que sols pot deixa de Veurer-la, y Coneixer, qui vulla afectadament, y pertinasment ferse Ciego, y obstinadament Vestirse, y no despullarse may de un hacmor, y Esperit Verronistre. Una cosa sola hi ha tant solament, que no participan, del Principat de Cataluña los Andorrans, y sas Valls, que en lo respectiu al Govern, al Civil i Criminal, al Politich, y Economich de dit Principat, ni han participat may, desde sa restauració del poder dels Moros, avent-se governat de eix temps per lo Espay de cerca de 10 sigles fins al temps present ab son peculiar Govern, ab las disposicions del dret Comu, y patrias peculiars, Consuetuds; y finalment ab sa particular, y peculiar política, y Economia. | » |
| — Antoni Fiter i Rossell, Manual Digest. Llibre 1. Capítol III. | |   |

## Demografia
Els andorrans -entesos com a residents amb nacionalitat andorrana- són una minoria al seu país d'origen, en comparació amb la població total. Al Principat resideixen 84.484 habitants i només 31.363 tenen nacionalitat andorrana, el 0,22% de la població total dels Països Catalans. Les principals nacionalitats foranes residents a Andorra són els espanyols (dels quals un percentatge de catalans), portuguesos i francesos. Comptant els residents de nacionalitat estrangera, la població andorrana representa el 0,59% de la dels Països Catalans.

## Andorrans al món
A Catalunya viuen 905 andorrans que es concentren principalment a Barcelona i a l'Alt Urgell. Però aquestes dades poden ser poc fiables, ja que la nacionalitat andorrana és excloent de qualsevol altra, no admetent-se la doble o múltiple nacionalitat. Per aquesta raó hi ha un nombre important de gent amb doble ciutadanatge, andorrà i espanyol, que resideixen a Catalunya, principalment a l'Alt Urgell i que no consten com a andorrans a Espanya ni com a espanyols a Andorra.

## Història
Segons la tradició, Andorra fou fundada per l'emperador Carlemany. Les restes d'assentaments humans més antigues es remunten entorn del 2000 aC, i es van trobar a la Balma de la Margineda. De l'època romana, hi ha constància que hi hagué lluites entre Hanníbal i algunes tribus iberes durant el camí del primer cap a Roma; entre aquests pobles, es menciona la tribu dels andosins, que hom ha volgut identificar amb els antics andorrans. El dret, els orígens de la llengua, les monedes i alguns topònims ens donen constància de la influència romana.
Al segle v, Andorra va dependre dels visigots, qui van ser expulsats pels musulmans al segle viii. Amb la batalla de Tours al 732, Carles Martell frena aquesta expansió i s'acaben les incursions a les valls andorranes. Amb la creació de la Marca Hispànica, Andorra esdevé territori sota la sobirania Carolingia junt amb l'Urgell i la Cerdanya.
Però s'haurà d'esperar el segle xii perquè es vegi confirmada la sobirania de l'Església d'Urgell sobre Andorra, cosa que durà a la creació d'un co-principat andorrà quan el poder sobre el país esdevé compartit entre Pere d'Urtx, bisbe d'Urgell i Roger Bernat III, comte de Foix el 8 de setembre de 1278. L'any 1419 es crea el Consell de la Terra, origen del Consell General de les Valls. Aquest Consell es pot considerar com un dels Parlaments més antics d'Europa.
A començament del segle xviii, Andorra arriba a mantenir-se neutral en la Guerra de Successió Espanyola. El 1789 l'esclat de la Revolució Francesa col·loca Andorra entre dues potències, França i Espanya. Fou Napoleó qui, l'any 1806, restableix la tradició feudal i els drets de consenyoria de França sobre el Principat d'Andorra.
Els andorrans ha pogut mantenir la seva independència, excepte en curts períodes. Per exemple, de 1812 a 1814, quan l'Imperi Francès va annexionar Catalunya i la va dividir en quatre departaments, Andorra va formar part del Departament del Segre.
Fins a la darreria del segle XX els andorrans han viscut en una situació d'aïllament humana i tecnològica important. Només el 1914 es construeix la primera carretera que comunica Andorra amb la Seu d'Urgell, i el 1933 es completà el traçat fins al Pas de la Casa. El 1928 s'hi creà un servei postal. El 1935 té la seua primera ràdio nacional.
El 17 de juny de 1933, el Consell General acorda el sufragi universal pels andorrans. El dret de vot s'establia a 25 anys. Les dones no varen tenir vot fins a 1970. L'oposició a aquesta mesura per part d'alguns estaments va crear aldarulls, i a l'agost el president de la República Francesa hi va enviar un destacament de la gendarmeria per tal de restablir l'ordre i posar fi a la resistència del Consell i assegurar el normal desenvolupament de les eleccions. El destacament es retirà l'octubre de 1933.
Durant la Guerra Civil, hi va haver un destacament francès a Andorra, per a prevenir atacs del govern de Franco. Les tropes de Franco varen arribar a la frontera andorrana el febrer de 1939. Durant la Segona Guerra Mundial, Andorra va romandre neutral.
El 18 d'octubre de 1943 es produeix l'execució per afusellament d'en Gastó, la darrera en terres de les Valls d'un condemnat a mort. La duresa del cerimonial andorrà aplicat en cas de pena de mort, original del segle xvii, va colpir molt la població, cosa que probablement va influir en l'abolició de la pena capital.
En la dècada dels 60 del segle xx, es produeix un fort salt a la vida dels andorrans de la mà del comerç i el turisme. Es desenvolupen instal·lacions esportives per a la pràctica de l'esquí; es crea la Caixa Andorrana de Seguretat (1968); s'inaugura el servei telefònic automàtic; es rebaixa l'edat per a votar a 21 anys per a homes i dones (1970); es crea l'Institut d'Estudis Andorrans (1976). A partir de 1980, arriba la gran evolució política, legislativa i de presència internacional d'Andorra i el 14 de març de 1993 s'aprova la constitució.

## Llengua
La llengua pròpia dels andorrans és el català. La realitat lingüística d'Andorra és el resultat de la gran transformació demogràfica que ha viscut el país des de la segona meitat del segle xx: el 1940 les persones estrangeres residents al país representaven només el 17%; el 1989 representaven el 75,7%—màxima història—i el 2007 són al voltant del 65%. A causa d'aquest fenomen, el castellà i el francès són llengües d'ús habitual en les interaccions comercials. Com a resultat, hi ha una majoria de la població que no parla català, sinó castellà o francès, com a primera llengua, mentre que, segons l'Estudi sociolingüístic del 2004 del Servei de Política Lingüística d'Andorra, el català és la llengua materna del 49,4% de la població de nacionalitat andorrana. Quant a l'alfabetització, el 100% dels andorrans saben llegir i escriure.

## Religió
La confessió majoritària dels andorrans és el catolicisme (95%) tot i que hi ha una part de la població que és ateu i que no es compta aquí. La patrona dels andorrans és la Mare de Déu de Meritxell.

## Andorrans il·lustres

### Escriptors
Narrativa, ficció
En la literatura andorrana destaquen Albert Salvadó, Antoni Morell i Joan Peruga, tots quatre escriptors en llengua catalana.
Poesia
La Teresa Colom (La Seu d'Urgell, Alt Urgell, 1973) és una poeta i escriptora andorrana d'origen urgellenc.
Altres poetes andorrans son l'Ester Fenoll, Manel Gibert, Josep Enric Dallerès i Rafael Tamarit Asensi, etc.
L'Esteve Albert i Corp (Dosrius, Maresme, 1914 - Andorra la Vella, 1995) fou un poeta, autor teatral, historiador i promotor cultural.

### Artistes (arts plàstiques)
En l'àmbit de les arts plàstiques destaquen Àngel Calvente, Judith Gaset, Carme Mas, Sergi Mas, Carme Massana, Francisco Sánchez Sánchez i Alfons Valdés.
La Fiona Morrison Porta (Encamp, Andorra, 1970) és una coneguda fotògrafa, videoartista, escultora i pintora que també va ser atleta en la modalitat surf de vela, participant als Jocs Olímpics de 1996 a Atlanta. És d'Andorra però viu entre l'Empordà, Barcelona i el seu país natal.

### Artistes escènics
L'actor Marc Cartes, conegut per actuar en diferents sèries de TV3 i al teatre, se'l coneix sobretot pels seus papers a Laberint d'Ombres, Temps de Silenci i Ventdelplà.

### Altres
- Maria Dolors Maestre i Pal, filantropa.